# Charles de Villeneuve-Vence
Pour les autres membres de la famille, voir Maison de Villeneuve (Provence).
Charles de Villeneuve-Vence (né vers 1645 mort le 12 avril 1702) est un prélat français, évêque de Glandèves de 1686 à 1702.

## Biographie
Charles de Villeneuve est le fils de Claude de Villeneuve, baron de Vence et de Catherine de Grasse. Docteur en théologie il est prévôt de l'église de Grasse et député de la province ecclésiastique d'Embrun à l'Assemblée du clergé de 1682. Il est désigné comme évêque du diocèse de Glandèves  le 26 avril 1686 mais il n'est confirmé que le 4 janvier 1694 du fait du conflit entre le roi de France et le Saint-Siège et pour avoir accepté d'administré le diocèse sans avoir reçu ses bulles pontificales. il est finalement consacré à Aix-en-Provence par l'archevêque le 18 avril 1694. Il assiste à Paris à la consécration de Jean Soanen le 1er juillet 1696 mais il continue de gérèer paisiblement son diocèse jusqu'à sa mort le 12 avril 1702.